# Lousado (Vila Nova de Famalicão)
Lousado es una freguesia portuguesa del concelho de Vila Nova de Famalicão, con 5,61 km² de superficie y 3725 habitantes (2001). Su densidad de población es de 664,0 hab/km².